# Pansofie
Pansofie je věda či filosofický směr, jenž se snaží skrze poznání a zahrnutí všech vědních oborů harmonizovat svět a zbourat například i jazykové bariéry mezi lidmi (o něco podobného se snaží umělý jazyk esperanto). Prosazoval jej Jan Amos Komenský, který jej v díle Všeobecná porada o nápravě věcí lidských označil jako cestu k nápravě současného konfliktního světa.